# Louis Lynel
Louis Casinelli, connu sous le nom de scène de Louis Lynel, né le 26 août 1887 à Bastia et mort le 9 avril 1967 à Gourdon (Lot), est un chanteur français de la première moitié du XXe siècle qui fut surnommé « le baryton populaire ».

## Biographie
Fils d'un cordonnier, Louis Casinelli suit des études au conservatoire à Marseille où sa famille est venue s'installer.
Il travaille comme employé avant d'embrasser la carrière d'artiste lyrique. Mobilisé en 1914, il sert comme sous-officier de chasseurs alpins et est décoré de la Croix de Guerre en 1918 avec une citation élogieuse.
Il débute comme chanteur sous le nom de Louis Lynel en 1910. Il s'installe à Paris en 1912 et se produit dans les cafés-concerts parisiens tels le Casino Saint-Martin ou l'Eldorado. C'est au Casino Saint-Martin qu'il rencontre Charlus qui était alors chef de l'enregistrement du café-concert pour la firme Pathé. Au vu des réactions du public, Charlus invite Lynel à passer une audition devant Émile Pathé qui décide de lui faire enregistrer une dizaine de chansons. Les disques se vendant bien, d'autres suivent ; certaines chansons très populaires comme Nuits de Chine, qu'il crée en 1922, ou Dans les Jardins de l'Alhambra de Bénech et Dumont atteignent même des records de vente.
Lynel s'est aussi produit en province, en Afrique du Nord et en Belgique. De 1939 à 1943, il passe régulièrement à la radio. Il fait ses adieux à la scène vers 1947.

## Répertoire sélectif
- Nuits de Chine
- La Chanson des blés d'or
- La Marche lorraine [5]
- Bonjour Suzon (poème d'Alfred de Musset, musique d'Émile Pessard)
- Le train roulait (1922)
- Les deux ménétriers (poème de Jean Richepin, musique de Lucien Durand)
- Dans les Jardins de l'Alhambra (paroles d'Ernest Dumont, musique de Louis Bénech)
- L'Étoile du marin
- Plaisir d'amour
- Vous êtes si jolie (paroles de Léon Suès, musique de Paul Delmet)
- La Paloma
- La Petite Tonkinoise
- Le Temps des cerises (Paroles de Jean-Baptiste Clément, musique d'Antoine Renard)
- Ma Normandie
- Ninon, je vous aime (paroles de Jean Daris, musique : valse de l'or et l'argent de Franz Lehár)
- Offrande (poème Green de Paul Verlaine, musique de Reynaldo Hahn)
- Le Beau Danube bleu
- En revenant de la revue
- En 1930, il enregistre, en duo avec Mad Rainvyl, Poussez, poussez l'escarpolette de l'opérette Véronique et Nous avons fait un beau voyage de l'opérette Ciboulette.